# Рейнолдс, Джейкоб
Джейкоб Рейнольдс (англ. Jacob Reynolds; род. 13 мая 1983) — американский актёр.
Родился в Сент-Питерсберге (штат Флорида). Первое появление на экране — в телевизионной рекламе для крекеров «Ritz», но самая его известная роль — Соломон в фильме «Гуммо». В 2007 году был номинирован на премию Gotham Awards за роль в фильме «Лорен Касс».
Снимался в фильме 1994 года «Дорога в Велвилл» , сыграв молодого Джорджа Келлога в нескольких эпизодах.
Помимо съемок в фильмах актёр также играет на трубе и пилотирует самолеты. В данный момент проживает в городе Кэмп ЛеЖене (штат Северная Каролина).